# Terina charmione
Terina charmione là một loài bướm đêm trong họ Geometridae.